# Rodzina Filipa V (1738)

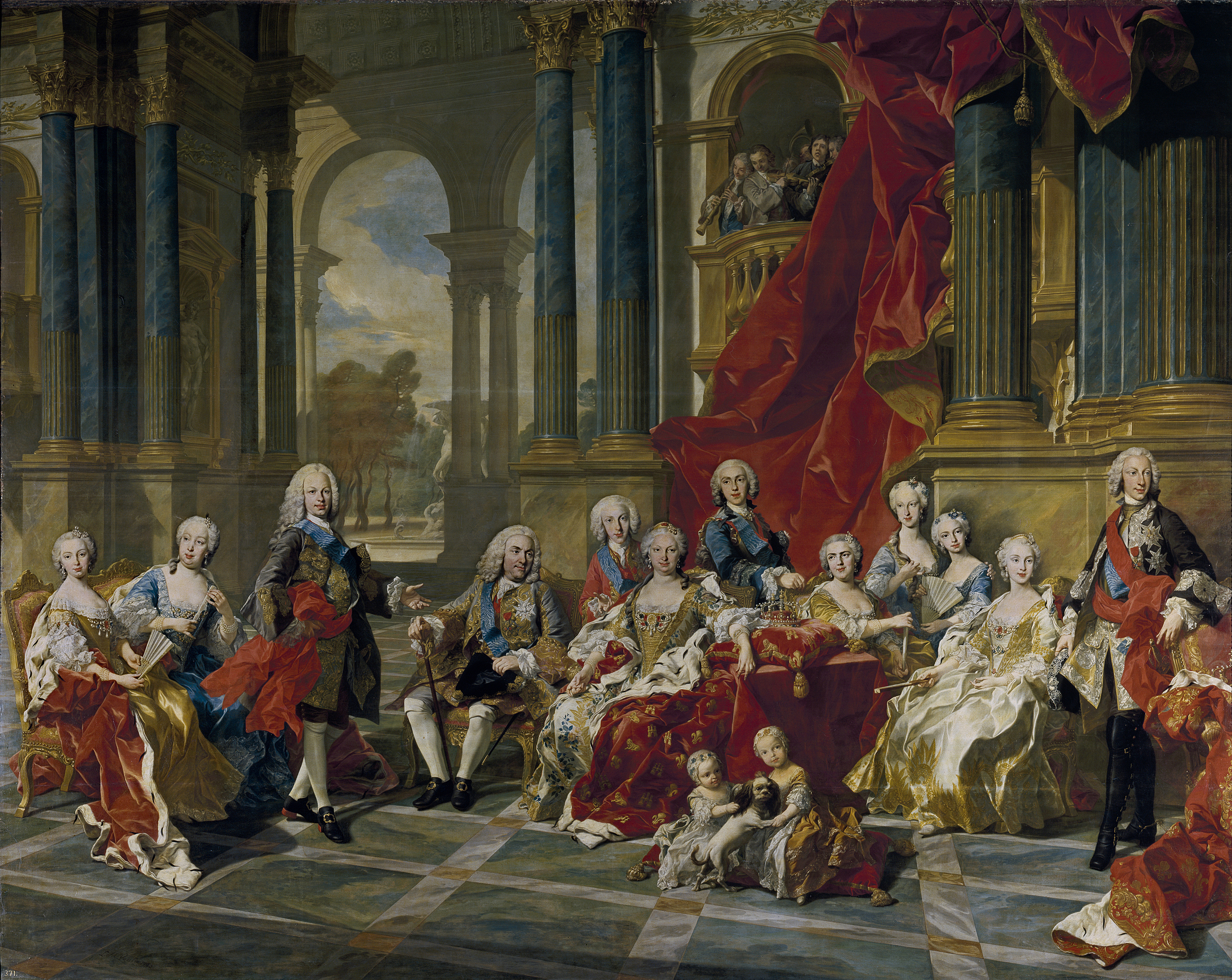
Rodzina Filipa V pędzla Louisa-Michela van Loo, 1743

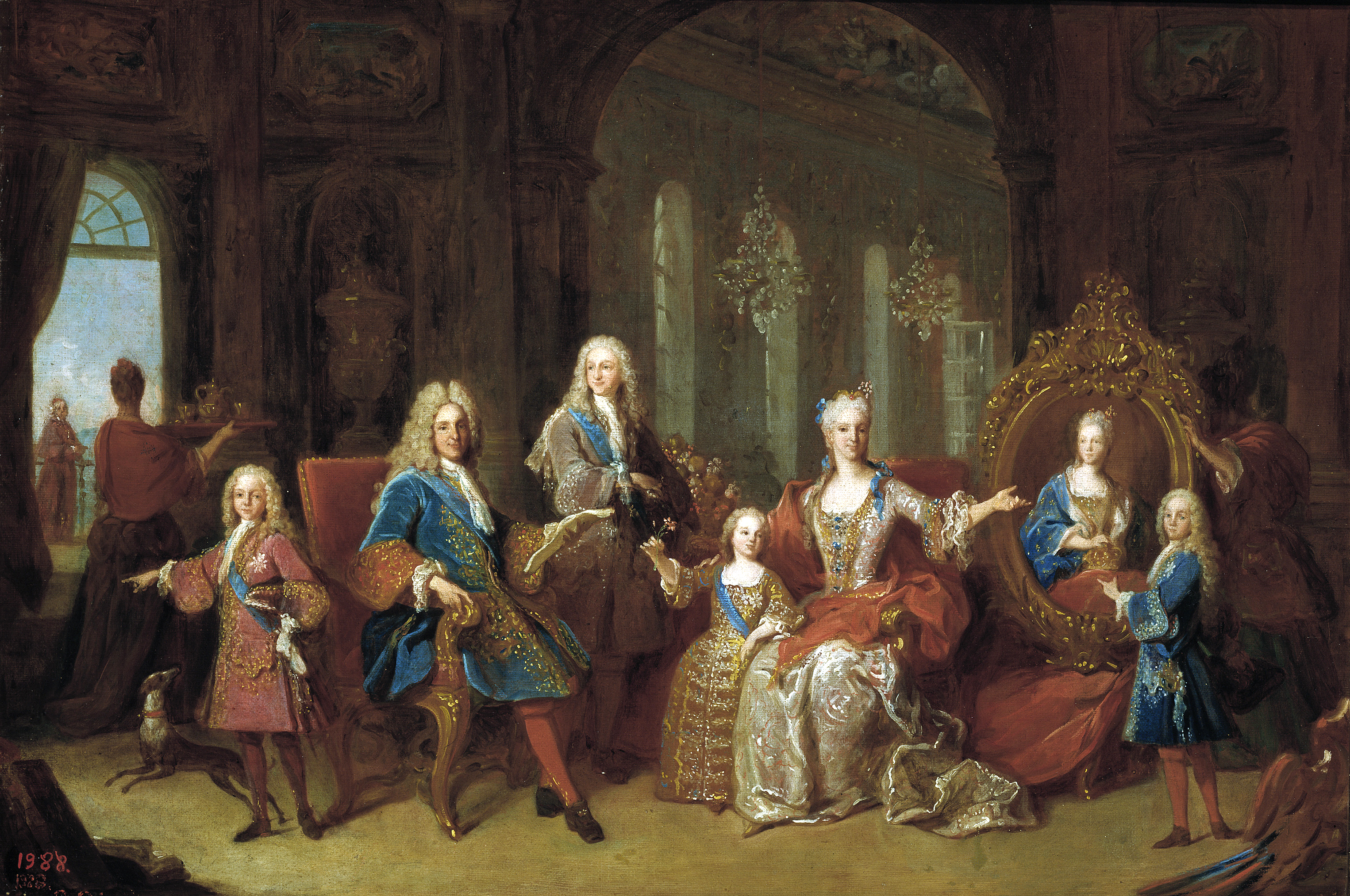
Rodzina Filipa V pędzla Jeana Ranca, 1723

Rodzina Filipa V (fr. La Famille de Philippe V) – obraz olejny francuskiego malarza Louisa-Michela van Loo (1707–1771), który pracował na hiszpańskim dworze w latach 1737–1752. Przedstawia króla Filipa V Burbona z najbliższą rodziną i dworem. Został namalowany w stylu francuskiego baroku i rokoko. Obecnie znajduje się w Pałacu wersalskim, w którym urodził się Filip V.
Oprócz obrazu Van Loo z 1738 roku powstały jeszcze dwa dzieła o tym samym temacie i tytule: większa wersja Rodziny Filipa V Van Loo namalowana w 1743 roku oraz starsza Rodzina Filipa V Jeana Ranca z 1723 roku. Jednym z powodów, dla których malowano zbiorowe portrety, było objęcie hiszpańskiego tronu przez ród Burbonów – poprzedni król Karol II był ostatnim z dynastii Habsburgów i zmarł bezdzietnie.
Król Filip V i jego druga żona Elżbieta Farnese znajdują się w centrum kompozycji otoczeni przez dzieci z pierwszego i drugiego małżeństwa króla i innych krewnych. Para pobrała się w 1714 roku, po śmierci Marii Ludwiki Sabaudzkiej, ukochanej pierwszej żony Filipa V, wybranej dla niego przez dziadka Ludwika XIV. Ramię Elżbiety Farnese znajdujące się blisko korony jest symbolem władzy, jaką posiadała. Po lewej stronie Filipa V stoją Maria Ludwika Elżbieta Burbon, córka Ludwika XV, nieobecna w Hiszpanii w czasie powstawania portretu oraz syn Marii Ludwiki, następca tronu książę Ferdynand. Dwie kobiety po lewej stronie to Maria Barbara Portugalska i najstarsza córka Filipa V i Marianna Wiktoria Burbon, która poślubiła brata Barbary w ramach podwójnego hiszpańsko–portugalskiego małżeństwa zawartego w 1729 roku.
Na prawo od królowej stoi infant infant Filip, późniejszy książę Parmy oraz infant-kardynał Ludwik Antoni, późniejszy hrabia Chinchón z siostrą Marią Teresą Rafaelą. Ostatnia para po prawej stronie to Maria Amalia Wettyn (córka Augusta III Sasa), obok której stoi jej mąż Karol, król Neapolu i Sycylii i przyszły Karol III Hiszpański. Para mieszkała w Neapolu, ale wróciła do Hiszpanii, aby objąć tron po śmierci Ferdynanda VI w 1759 roku. Dziewczynka, która bawi się z psem to najmłodsza infantka Maria Antonietta Burbon.
Przedstawienie pełnej rodziny królewskiej z jej licznymi członkami miało świadczyć o trwałej władzy i zapewnionym przedłużeniu rodu. Charakterystyczna jest pełna przepychu dekoracja – zielona tkanina przypominająca baldachim oraz bogactwo strojów, klejnotów i orderów nadające dziełu pompatyczny wyraz. Wyidealizowane wizerunki członków rodziny królewskiej mają na celu przybliżenie ich do ideału rasy i piękna. Nowatorskie dla hiszpańskiego malarstwa było zastosowanie jasnych, żywych kolorów, gdyż hołdowało ono bardziej mrocznej holenderskiej szkole.